# Рамонет Хараба, Франсиско
Франсиско Рамонет Хараба дель Кастильо (исп. Francisco Ramonet Jaraba del Castillo; 18 февраля 1774, Вальядолид — 21 сентября 1844, Мадрид, Испания) — испанский военный и политический деятель. Депутат и сенатор от провинции Вальядолид. Министр обороны Испании с октября по декабрь 1837 года.

## Биография
Франсиско Рамонет родился в 1774 году в семье военного Франсиско Рамонета-и-Сьерры и Терезы Харабы де Кастильо.
В марте 1793 года он поступил на службу в королевский драгунский полк. Во время Войны первой коалиции, он в составе наваррской армии участвовал в отступлении испанских войск из Бургете и Гарральды. 29 сентября 1797 года он получил звание альфереса, а 19 января 1801 звание лейтенанта. В ходе вторжения французов в Португалию, он получил звание капитана кавалерии. В ноябре 1808 года он принял участие в битве при Сомосьерре.
С началом второго вторжения в Португалию Франсиско Рамонет присоединился к армии Хосе Марии де ла Куэвы. В её составе, он принял участие в битве при Барросе, и Вильягодио. Получив звание подполковника он участвовал в осаде Асторги. После окончания защиты города, он был переведён в гусарский полк в Эстремадуре. 9 мая 1811 года, занимая должность первого помощника в генеральном штабе, он получил звание полковника. В июле 1813 года он попробовал себя в качестве публициста, опубликовав статью о тактике английской кавалерии в газете Tribuno del Pueblo. 10 апреля 1815 года его повысили до звания бригадного генерала.
На выборах 1820 года Франсиско Рамонет был избран депутатом Конгресса Испании от провинции Вальядолид. Через год после сложения своих полномочий в парламенте он вновь вернулся на военную службу, из-за вторжения французских войск. После восстановления абсолютной монархии, он был изгнан из армии и заключён в тюрьму. Через несколько лет Франсиско был освобождён и восстановлен во всех званиях. В 1833 году он получил звание маршала и был награждён большим крестом ордена Святого Херменегильдо.
11 августа 1837 года он был избран сенатором от своей родной провинции. В том же году Франсиско занял пост министра обороны в правительствах Эспартеро и Бардахи.